# 彈箱

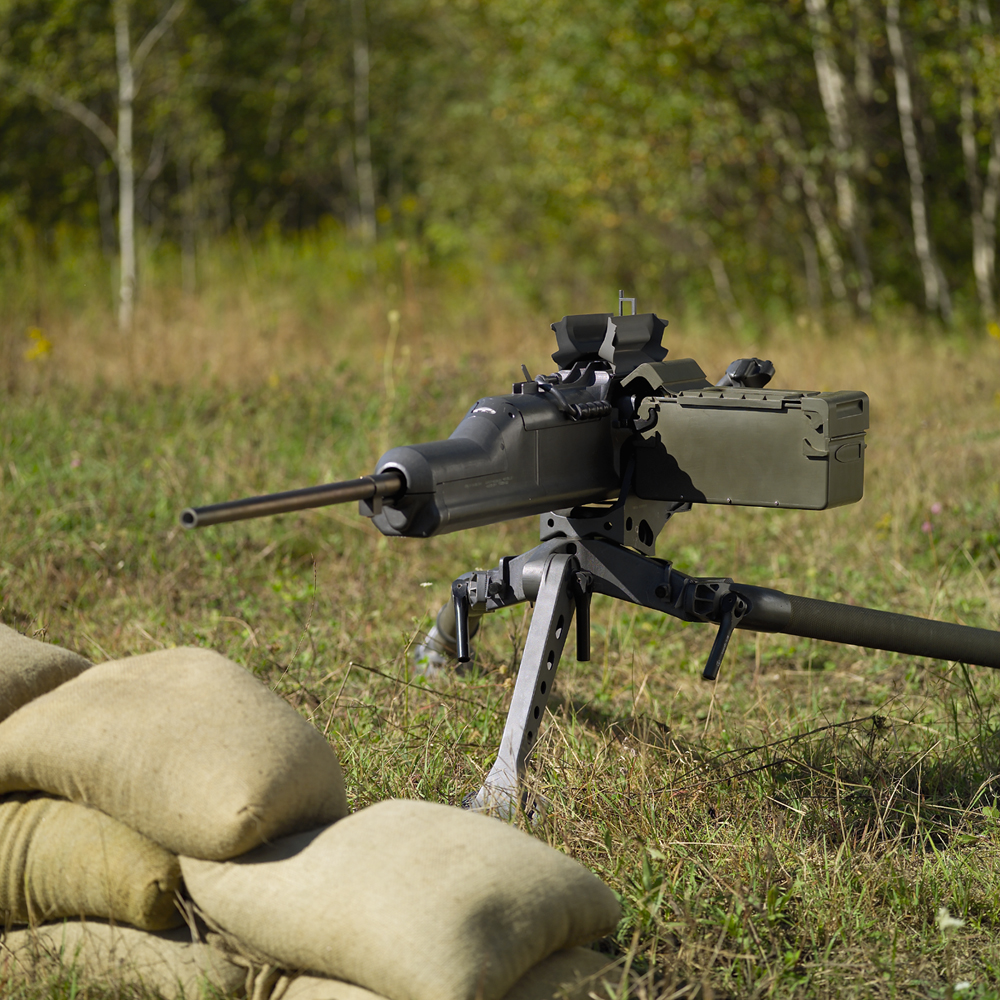
XM312重機槍和它的弹箱

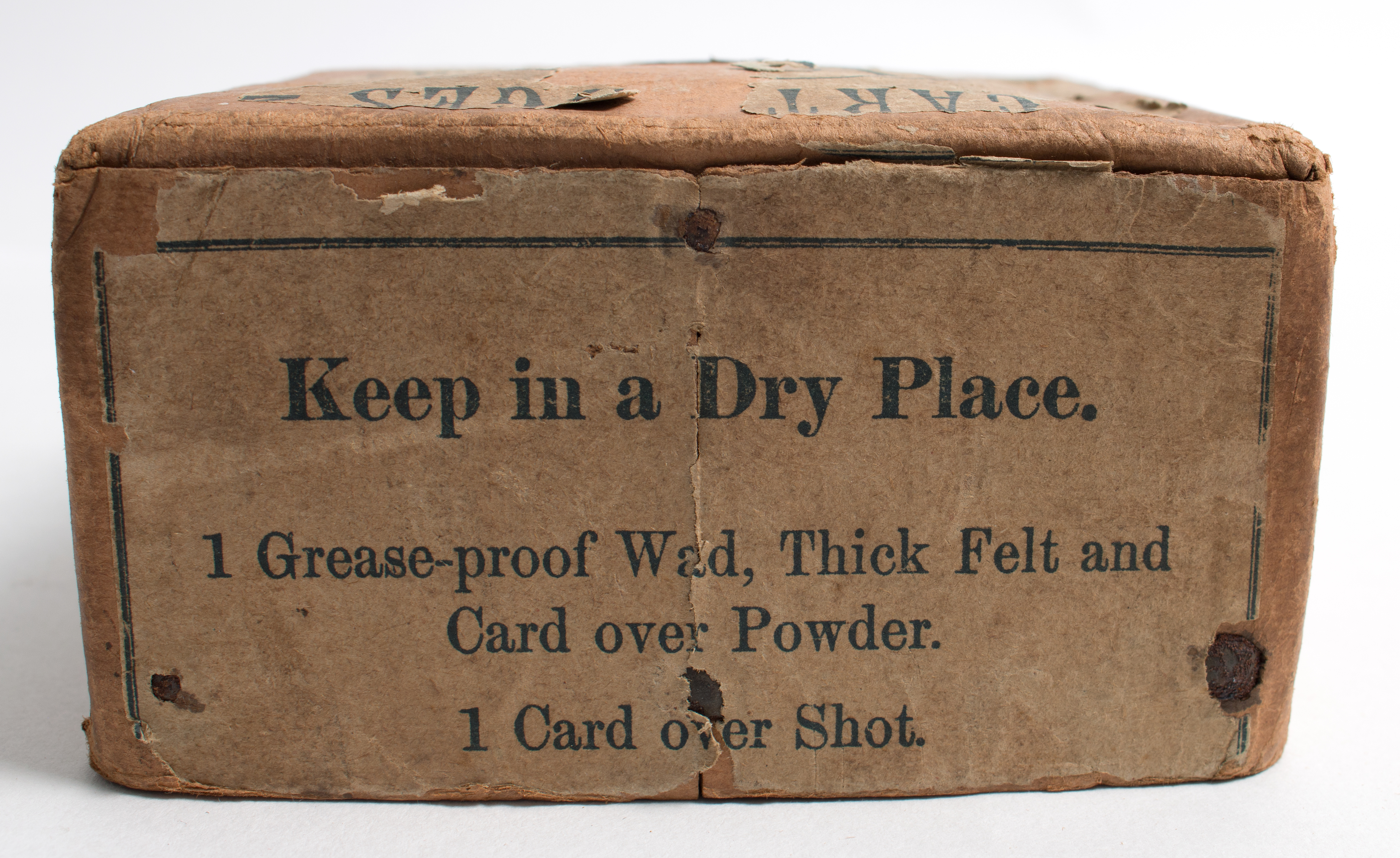
一个抗日战争时期的弹药箱

弹箱，或称为弹链携行箱，即存放弹链的的供弹具，因弹链不方便移动，因此将弹链放入弹箱中以增强一定的机动性（但因为弹箱本身的重量，因此并不明显）。常见于輕機槍或通用机枪上，例如M60通用机枪。重机枪因不方便移动因此相对少见（但不是没有）。弹箱也可以指存放子弹的弹药箱。